# ریچارد مونی
ریچارد مونی (انگلیسی: Richard Money؛ زادهٔ ۱۳ اکتبر ۱۹۵۵) یک بازیکن فوتبال اهل بریتانیا است.